# Régulateur alimentaire de pH

Un acide alimentaire, l'acide phosphorique largement utilisé dans les sodas.

Un régulateur alimentaire de pH est un additif alimentaire utilisé pour contrôler le pH (acide ou basique).
Cela comprend les agents acidifiants, comme les acides organiques ou minéraux, les agents correcteurs d'acidité (sel d'acide), ou des agents neutralisants ou bien des agents tampons. 
Ces composés sont régulés par la législation européenne et listés par un nombre E. 
Par exemple : l’acide acétique a le numéro E260.
Les acides couramment utilisés sont l'acide citrique (E330), l'acide acétique  ou encore l'acide phosphorique (E338).
Les sels d'acide couramment utilisés sont le citrate de sodium, lactate de potassium ou encore le malate de potassium.